# شمعدان (فیلم ۱۹۷۷)
شمعدان (به انگلیسی: Candleshoe) فیلمی محصول سال ۱۹۷۷ و به کارگردانی نورمن توکار است. در این فیلم بازیگرانی همچون جودی فاستر، دیوید نیون، هلن هیز، لئو مک‌کرن، ویویان پیکلز، مایکل بالفور و سیدنی بروملی ایفای نقش کرده‌اند.